# أوغاشيما
آوغاشيما (باليابانية: 青ヶ島؛ روماجي: Aogashima) هي جزيرة تابعة لـ اليابان. يبلغ عدد سكانها 170 نسمة وذلك حسب إحصائيات سنة 2014.

## وصلات خارجية
- الموقع الرسمي